# Cmentarz mariawicki w Łodzi
Cmentarz mariawicki w Łodzi – część nekropolii na Dołach w Łodzi.
Powstał na początku XX w. wraz z łódzką parafią mariawicką. Pierwszego pochówku dokonano 18 grudnia 1906; pochowano wówczas ośmioletnią Anielę Graczyk. Najstarsze nagrobki pochodzą z lat 30. XX w. Od 1935 cmentarz użytkowany jest również przez łódzką parafię Kościoła Katolickiego Mariawitów.
Wśród pochowanych są m.in. Antoni Wojdan, bp Stanisław Maria Andrzej Jałosiński, ks. Maria Fabian Jarzymowski oraz około 30 mariawickich sióstr zakonnych; wśród nich siostra kapłanka Krystyna Maria Bogumiła Przyłucka.